# Vixnu

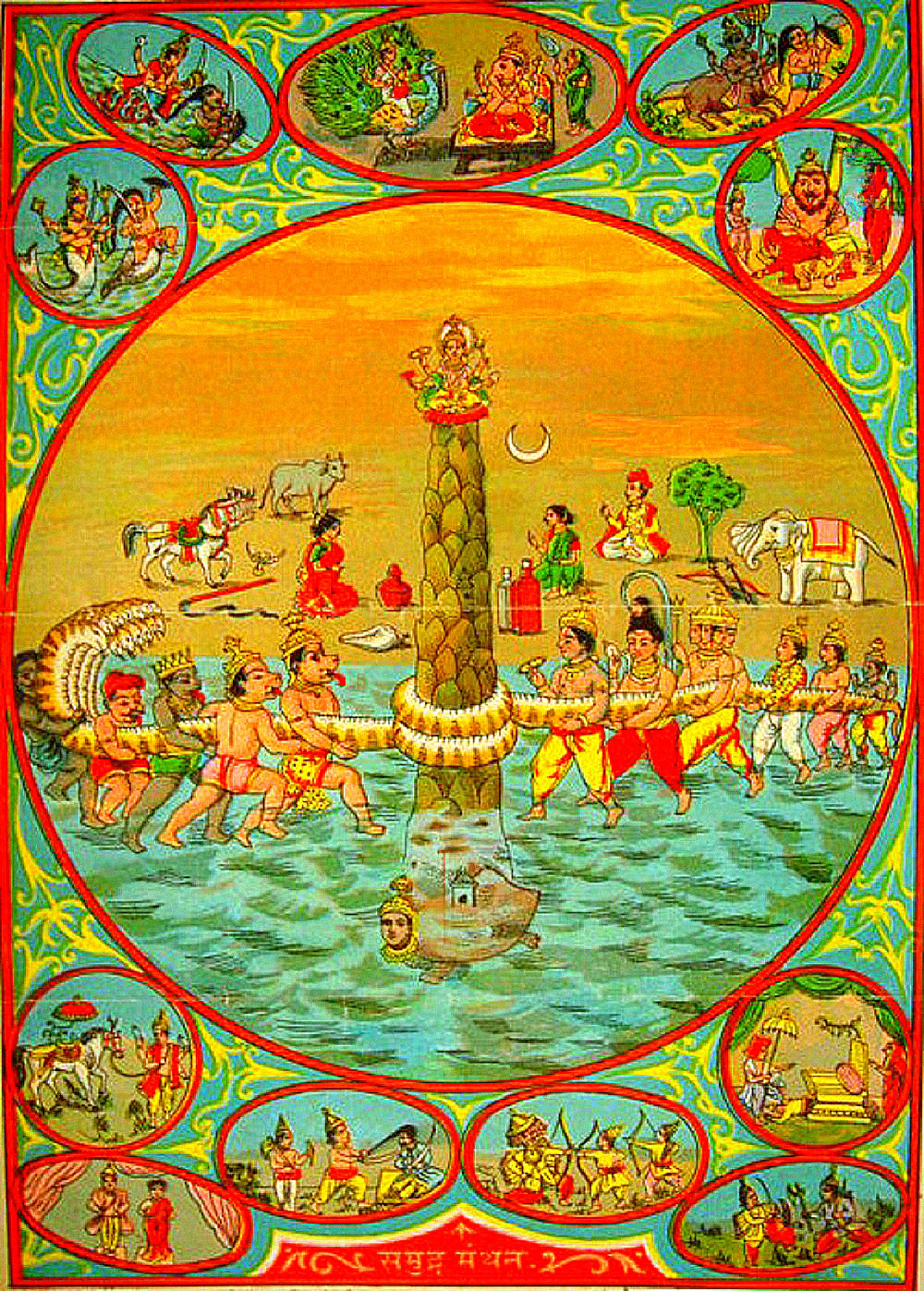
Relevo representado Vishnu no batimento do oceano (Samudra Manthan). Vixnu, na forma de seu avatar Kurma, assumiu a responsabilidade de equilibrar uma montanha sobre seu casco, essa que deuses e demônios usariam para bater o Oceano Cósmico e recuperar a prosperidade, representada por Lakshmi, esposa de Vixnu

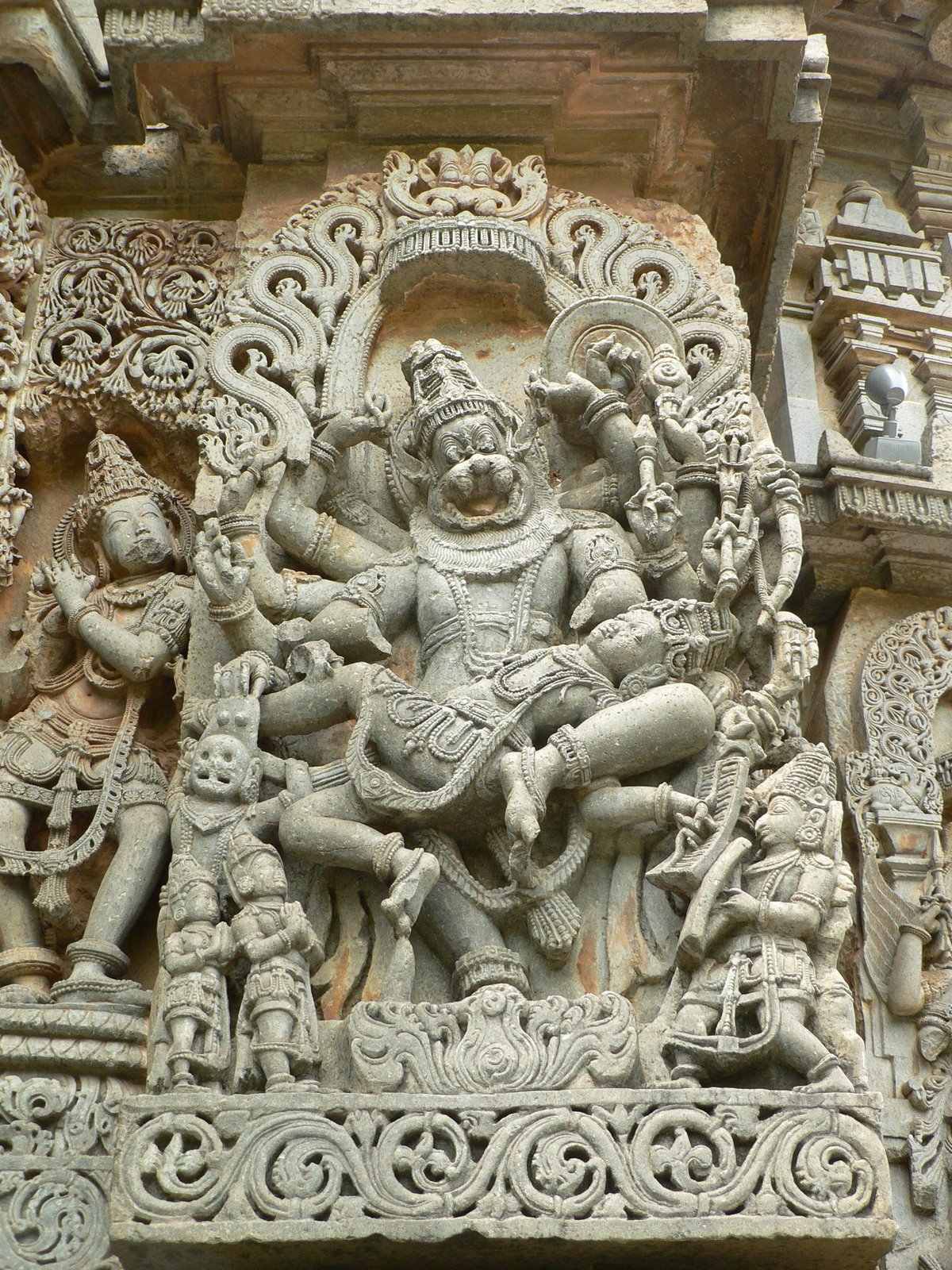
Relevo representando Narasimha, o avatar-leão de Vixnu, no, Carnataca, Índia

Vixnu, Vishnu, ou Vixenu (em sânscrito: विष्णु; romaniz.: Viṣṇu; da raiz sânscrita viṣ, "pervasivo" ou "trabalhador") é um dos deuses principais do hinduísmo, responsável pela sustentação do Universo. Juntamente com Xiva e Brama, forma a trimúrti, a trindade sagrada do hinduísmo.
Nas duas representações mais comuns de Vixnu, ele aparece flutuando sobre ondas em cima das costas de um deus-serpente chamado Shesh Nag, ou flutuando sobre as ondas com seus quatro braços, cada mão segurando um de seus atributos divinos: uma concha, um disco de energia, um lótus e um cajado.
A concha se chama Pantchdjanya e possui todos os cinco elementos da criação: ar, fogo, água, terra e éter. Quando se assopra nessa concha, pode se ouvir o som que deu origem a todo o universo, o Om.
O disco ou roda de energia de Vixnu se chama Sudarshana e representa o controle dos seis sentimentos, servindo de arma para cortar a cabeça de qualquer demônio.
O lótus de Vixnu se chama Padma. É o símbolo da pureza e representa a verdade por trás da ilusão.
O cajado de Vixnu se chama Kaumodaki e representa a força da qual toda a força física e mental do universo são derivadas.
Segundo o hinduísmo, Vixnu vem ao mundo de diversas formas, chamadas avatares, que podem ser humanas, animais ou uma combinação dos dois. Todos esses avatares aparecem ao mundo, quando um grande mal ameaça a Terra; no total, existem dez avatares de Vixnu, dos quais nove já se manifestaram no nosso mundo - sendo Rama e Críxena (Krishna) os mais conhecidos - e outro ainda está por vir. São eles:
- Matsya, o Peixe;
- Kurma, a Tartaruga;
- Varaha, o Javali;
- Narasimha, o Homem-Leão;
- Vamana, o Anão;
- Parashurama, o Homem com o machado;
- Rama, o arqueiro;
- Críxena (Krishna)
- Buda, o Iluminado (Sidarta Gautama)[8]
- Kalki, o espadachim montado a cavalo que ainda está por vir.

A esposa de Vixnu é a deusa Lakshimi, deusa da prosperidade e sorte, que o acompanha, encarnado na terra, como esposa de seus avatares.
Seu veículo é Garuda, a águia gigante. Vixnu tem uma forte relação com a água (Nara), tanto que um de seus nomes é Narayana, aquele que flutua sobre as águas. Ele é representado ao lado de uma serpente com muitas cabeças, já mencionada anteriormente. Do seu umbigo, nasce uma flor de Lótus da qual emerge Brama, o deus criador do universo.

## Outros nomes de Vixnu
Há uma famosa prece hindu denominada Vishnusahastanama-stotra, ou "Os mil nomes de Vixnu". 
Os nomes derivam dos atributos do deus. Esses são alguns dos principais:
- Acyutah (firme, permanente)
- Ananta (sem fim, eterno, infinito)
- Kesava (de cabelo abundante e belo)
- Narayana (o que está sobre a água)
- Madhava (relacionado à primavera)
- Govinda (chefe dos pastores: um nome de Krishna)
- Madhusudanah (aquele que destrói o demônio Madhu)
- Trivikrama
- Vamana (anão)
- Aridhara
- Hrsikeshah
- Padmanabha (de cujo umbigo brota o lótus que contém Brama)
- Damodara (um nome de Krishna)
- Gopala (pastor: refere-se a Krishna)
- Janardanah
- Vāsudeva (filho de Vasudeva: refere-se a Krishna)
- Anantasayana
- Sriman
- Srinivasa